# Ceraria fruticulosa
Ceraria fruticulosa ist eine Pflanzenart aus der Gattung Ceraria in der Familie der Didiereaceae.

## Beschreibung
Ceraria fruticulosa wächst als zweihäusiger, stark verzweigter Strauch mit aufrechten Trieben aus einer geschwollenen Basis. Er wird 0,3 bis 1 Meter, manchmal auch bis 2 Meter hoch. Die sich zur Spitze hin auf etwa 1 Millimeter Durchmesser verjüngenden und gegabelten Triebe erreichen einen Durchmesser von 5 Millimeter. Die dunkel rotbraune und glatte Rinde vergraut später. Die vergänglichen Blätter sind in achselständigen Gruppen angeordnet und werden 4 bis 7 Millimeter lang und 3 Millimeter breit. Sie sind länglich bis verkehrt eiförmig, sukkulent und blassgrün gefärbt.

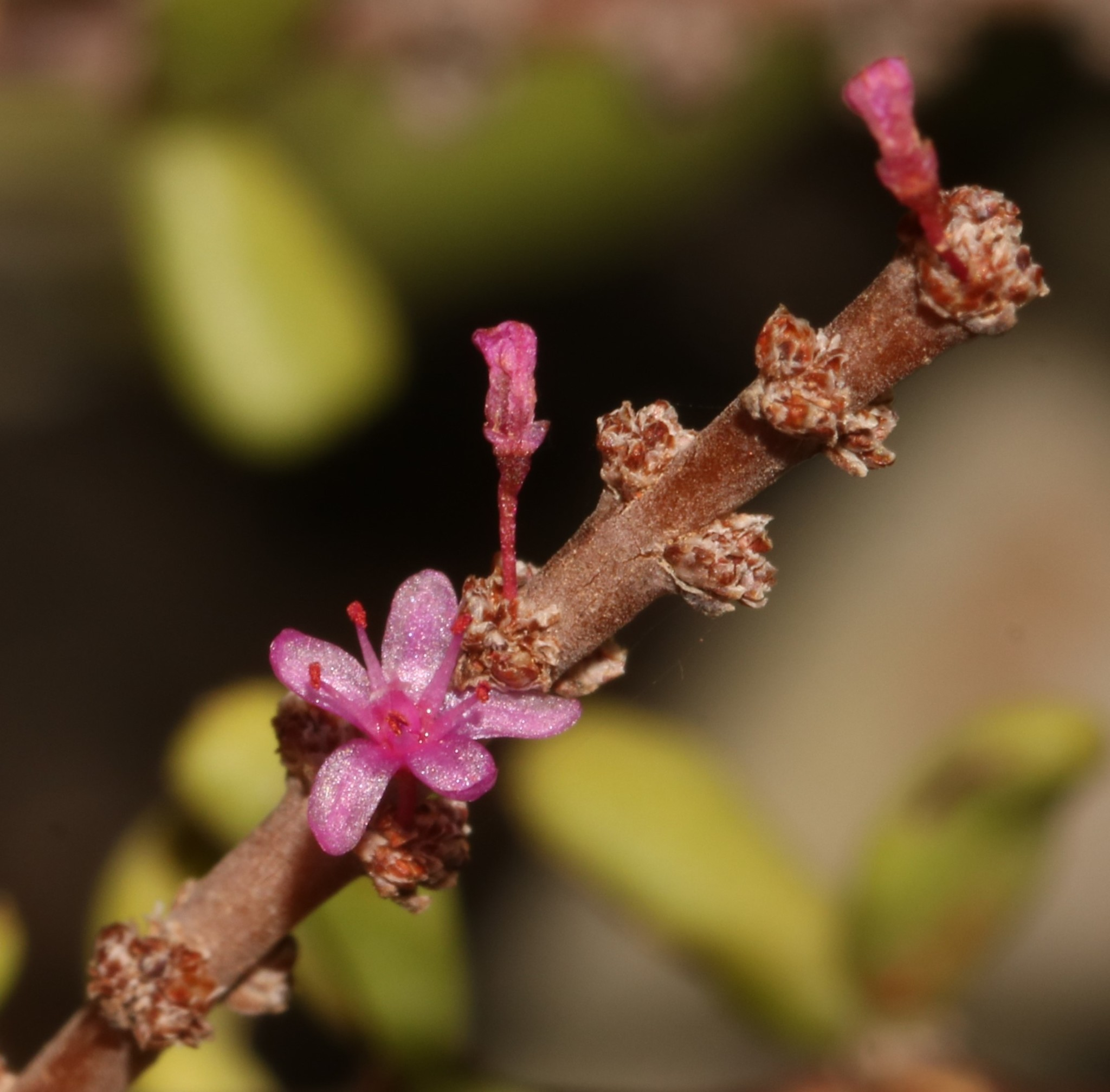
Männliche Blüten

An dem abstehenden Blütenstand werden 1 bis 6 lilafarbene Blüten ausgebildet. Sie sind 2 bis 4 Millimeter lang gestielt.
Die Chromosomenzahlen betragen {\displaystyle 2n=72}.

## Verbreitung und Systematik
Ceraria fruticulosa ist in Namibia und in Südafrika im Namaqualand und im Buschmannland verbreitet.
Die Erstbeschreibung von Ceraria fruticulosa erfolgte 1912 durch Henry Harold Welch Pearson und Edith Layard Stephens. Ein Synonym ist Ceraria schaeferi Engl. & Schltr. (1915).